# Mezquita de Qiyaslı
La mezquita de Qiyaslı (en azerí: Qiyaslı məscidi) es una mezquita ubicada en el pueblo de Qiyaslı de raión de Agdam, Azerbaiyán. El 2 de agosto de 2001, el Gabinete de Ministros de la República de Azerbaiyán tomó la mezquita bajo protección estatal como monumento arquitectónico de importancia local.

## Historia
La mezquita fue construida en el siglo XVIII. A principios de la década de 1990, durante la primera guerra del Alto Karabaj, la aldea de Qiyaslı fue ocupada por las fuerzas militares armenias. El pueblo de Qiyaslı fue devuelto a Azerbaiyán después de la segunda guerra del Alto Karabaj en 2020. El reportero gráfico Reza Deghati señaló que antes de abandonar la región, los armenios prendieron fuego a la mezquita de Qiyaslı. El corresponsal de Kommersant, Kirill Krivosheev, señaló que había montones de heno en la mezquita de la aldea y que se construyó un corral cerca.

## Galería

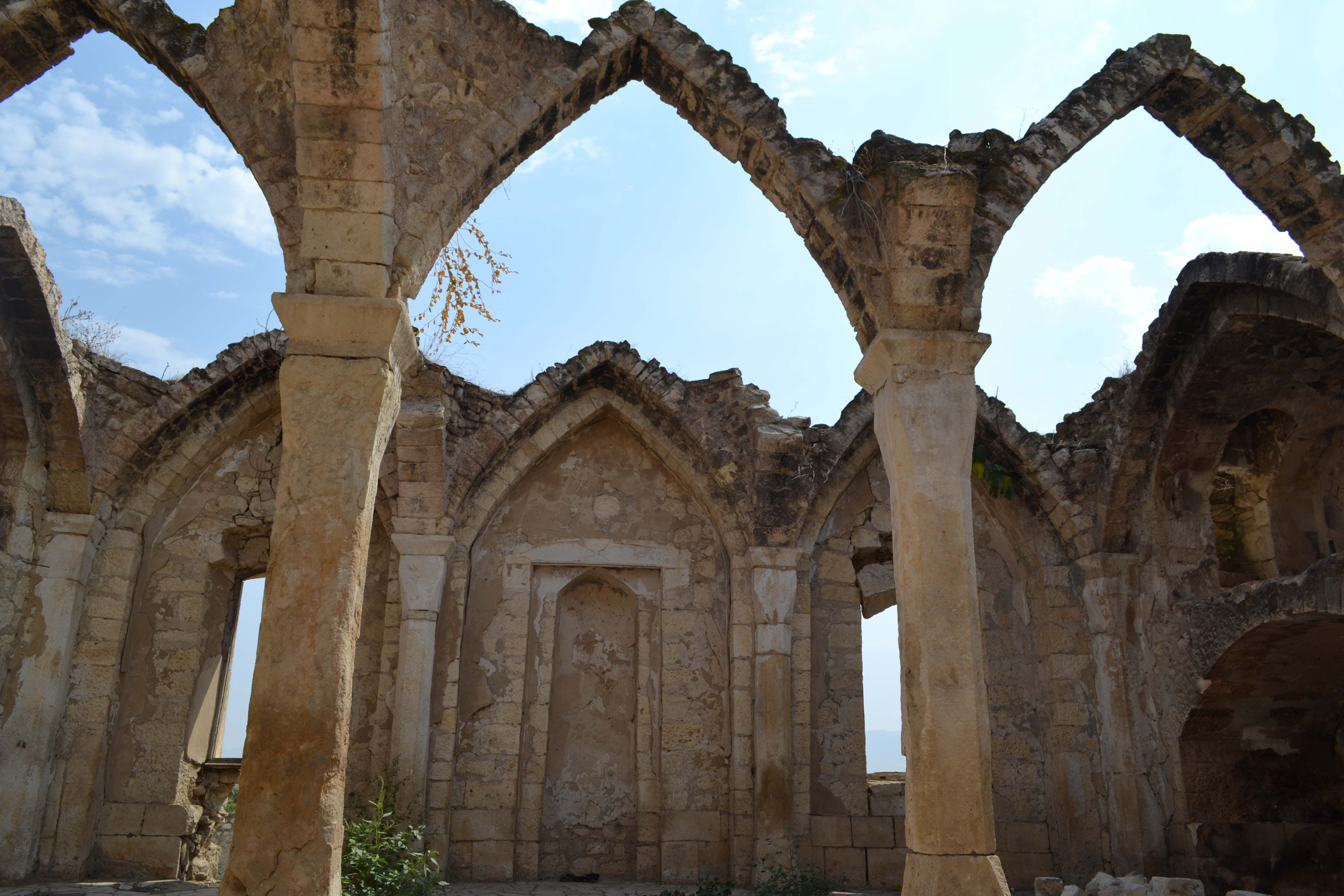
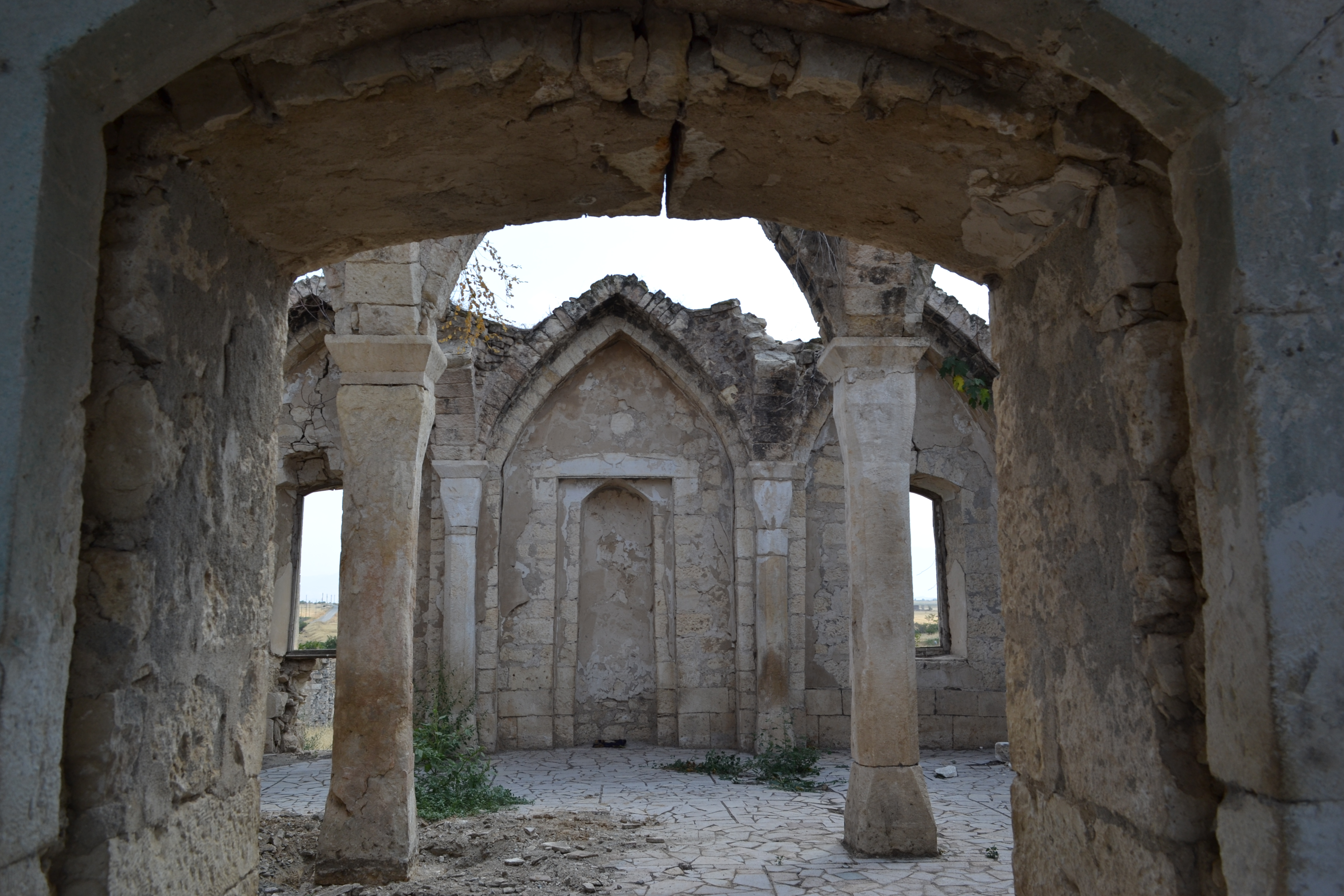
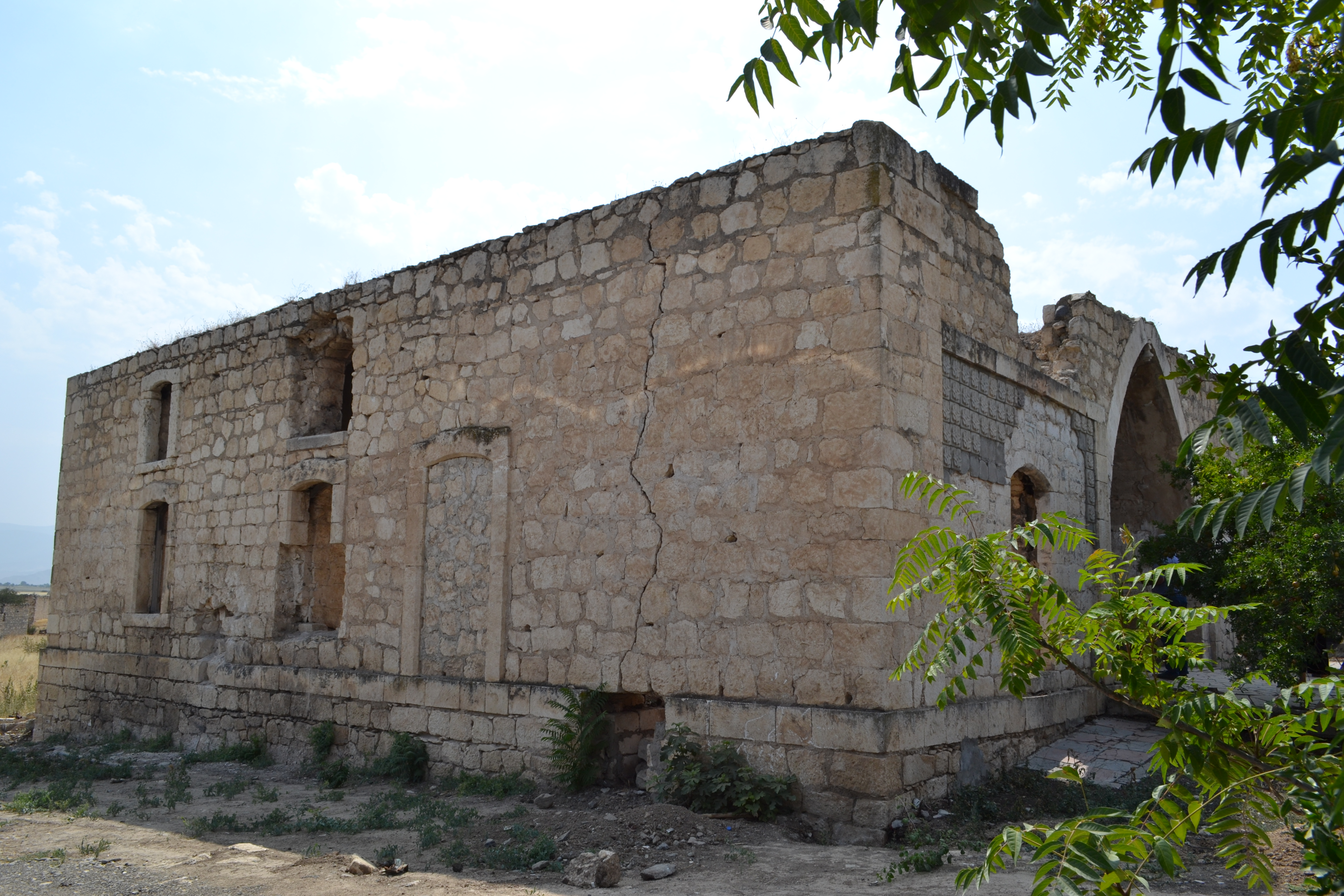
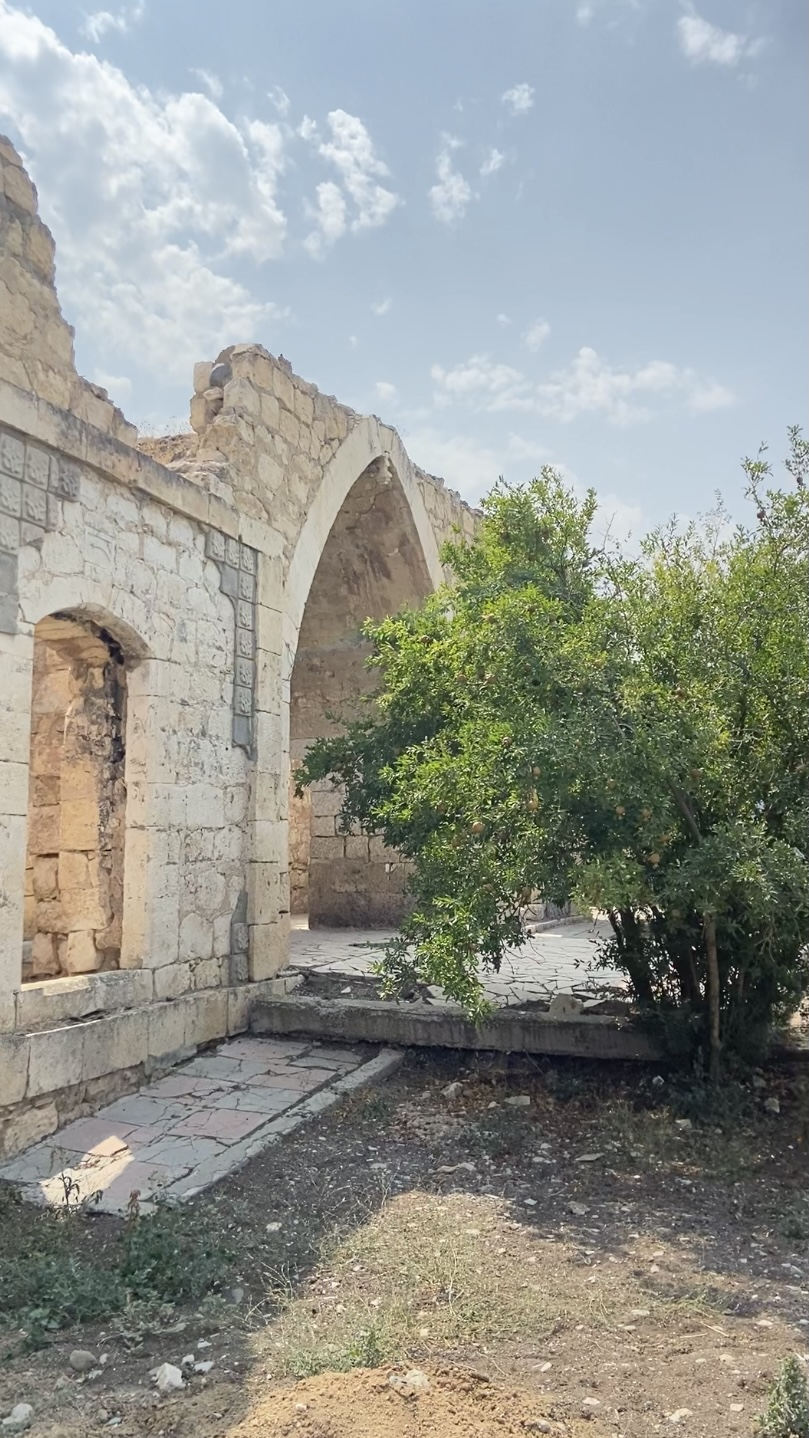